# Polypedilum parthenogeneticum
Polypedilum parthenogeneticum är en tvåvingeart som beskrevs av Mariano Donato och Analia C.Paggi 2008. Polypedilum parthenogeneticum ingår i släktet Polypedilum och familjen fjädermyggor. Inga underarter finns listade i Catalogue of Life.